# Hotellet (amerikansk TV-serie)
Hotellet (engelska: Hotel) är en amerikansk dramaserie från 1983-1988. I huvudrollerna ses bland andra Anne Baxter, James Brolin och Connie Sellecca.
På det eleganta St. Gregory Hotel i San Francisco utspelar sig många små och stora dramer, många är också gästerna som passerar, men i hjärtat av verksamheten är det några nyckelpersoner i personalen som löser allt som uppstår elegant.

## Rollista i urval
- James Brolin - Peter McDermott
- Connie Sellecca - Christine Francis
- Nathan Cook - Billy Griffin
- Shari Belafonte - Julie Gillette
- Michael Spound - Dave Kendall
- Heidi Bohay - Megan Kendall
- Shea Farrell - Mark Danning
- Anne Baxter - Victoria Cabot
- Harry George Phillips - Harry, bartendern

### Gästskådespelare i urval
- Maud Adams
- Johnny Depp
- Greg Evigan
- Joan Fontaine
- Tippi Hedren
- Engelbert Humperdinck
- Liberace
- Viveca Lindfors
- Sarah Jessica Parker
- Lynn Redgrave
- Ginger Rogers
- Elizabeth Taylor